# 933 (numero)
Novecentotrentatré (933) è il numero naturale dopo il 932 e prima del 934.

## Proprietà matematiche
- È un numero dispari.
- È un numero composto con 4 divisori: 1, 3, 311, 933. Poiché la somma dei suoi divisori (escluso il numero stesso) è 315 < 933, è un numero difettivo.
- È un numero semiprimo.
- È un numero omirpimes.
- È un numero nontotiente in quanto dispari e diverso da 1.
- È un numero fortunato.
- È un numero malvagio.
- È un numero intero privo di quadrati.
- È un numero congruente.
- È parte delle terne pitagoriche  (933, 1244, 1555), (933, 48356, 48365), (933, 145080, 145083), (933, 435244, 435245).

## Astronomia
- 933 Susi è un asteroide della fascia principale del sistema solare.
- NGC 933 è un galassia spirale della costellazione di Andromeda.

## Astronautica
- Cosmos 933 è un satellite artificiale russo.